# Петър Малчев (инженер)
Петър Тодоров Малчев е български електроинженер.

## Биография
Роден е на 10 февруари 1884 г. в Русе. През 1902 г. завършва Мъжката гимназия в града. Заминава за Франкфурт, Германия, за да продължи образованието си. По-късно се премества в Нанси, Франция, а през 1908 г. се дипломира като електроинженер.
Завръща се в България и започва работа в техническото отделение към Русенската община. През 1911 г. е назначен за началник на електрическото отделение, с което поставя началото на електрификацията на Русе, като изработва чертежите на бъдещата електроцентрала. Централата е изградена през периода 1912 – 1916 г. и пусната в експлоатация на 26 август 1916 г., а официалното ѝ откриване е на 17 януари 1917 г. Участва в Първата световна война като запасен капитан, командир на допълващ прожекторен взвод Инженерна инспекция към Министерство на войната. За отличия и заслуги през войната е награден с народен орден „За военна заслуга“, V степен.
Петър Малчев ръководи електроснабдяването в Русе до края на живота си. На него се дължи електрификацията на Разград, Кубрат, Свищов, Горна Оряховица, Плевен и други.
Петър Малчев умира на 20 февруари 1929 г. след кратко боледуване. Погребан е в Русе с големи почести.
Баща е на известния български шахматист Андрей Малчев и брат на известния русенски строителен инженер Владимир Малчев.